# Бурозубки
Бурозубки (Soricinae) — загальна назва кількох родів ссавців з родини мідицеві (Soricidae), які мають унікальну ознаку — виразний бурий або темно-червоний колір зубних коронок.

## Систематика
Загалом обсяг поняття «бурозубка» відповідає підродині Soricinae.
У складі цієї підродини — 14 родів і 155 їхніх видів.
У такому розумінні в поняття «бурозубок» входять такі групи [за «Види ссавців світу», 2005]:
- триба Anourosoricini
  - Genus Anourosorex

- триба Blarinellini
  - рід Blarinella — бларинела

- триба Blarinini
  - рід Blarina — блярина
  - рід Cryptotis — криптотіс

- триба Nectogalini (водяні бурозубки)
  - рід Chimarrogale
  - рід Chodsigoa
  - рід Episoriculus
  - рід Nectogale
  - рід Neomys — рясоніжка
  - рід †Nesiotites
  - рід Soriculus

- триба Notiosoricini
  - рід Megasorex
  - рід Notiosorex

- триба Soricini
  - рід Sorex — мідиця

## Бурозубки в Україні
У фауні України бурозубки представлені двома родами:
- мідиця (Sorex) — у фауні України 4-5 видів,
- рясоніжка (Neomys) — у фауні України два види.

найвідомішим представником «бурозубок» у фауні світу є Мідиця звичайна (Sorex araneus).
два найрідкісніших у фауні України види: БУРОЗУБКА АЛЬПІЙСЬКА SOREX ALPINUS (SCHINZ, 1837)  [Архівовано 9 квітня 2011 у Wayback Machine.] та КУТОРА МАЛА NEOMYS ANOMALUS (CABRERA, 1907)  [Архівовано 28 листопада 2013 у Wayback Machine.]

## Цікаві факти
- Бурозубки живуть близько року.
- Генетики досліджували мозок бурозубок та виявили, що ці тварини можуть зменшувати мозок на зиму майже на 25%, і згодом відновлюють його навесні до періоду розмноження.[1]